# کیلماکولم
کیلماکولم (به انگلیسی: Kilmacolm) یک روستا در بریتانیا است که در اسکاتلند واقع شده‌است. کیلماکولم ۴٬۰۰۰ نفر جمعیت دارد.